# Ficheux
Ficheux ist eine französische Gemeinde mit 497 Einwohnern (Stand 1. Januar 2022) im Département Pas-de-Calais in der Region Hauts-de-France. Sie gehört zum Arrondissement Arras, zum Kanton Avesnes-le-Comte und zum Kommunalverband Urbaine d’Arras.

## Lage
Die Gemeinde Ficheux liegt am Südostrand des Artois, fünf Kilometer südwestlich von Arras. Nachbargemeinden von Ficheux sind Wailly im Norden, Agny im Nordosten, Mercatel im Osten, Boisleux-au-Mont und Boiry-Sainte-Rictrude im Südosten, Hendecourt-lès-Ransart im Süden sowie Blairville im Westen.

## Bevölkerungsentwicklung
| Jahr                       | 1962 | 1968 | 1975 | 1982 | 1990 | 1999 | 2006 | 2015 | 2022 |
| -------------------------- | ---- | ---- | ---- | ---- | ---- | ---- | ---- | ---- | ---- |
| Einwohner                  | 377  | 368  | 415  | 486  | 586  | 530  | 543  | 507  | 497  |
| Quellen: Cassini und INSEE |      |      |      |      |      |      |      |      |      |

## Sehenswürdigkeiten
- Kirche Saint-Maurice, Monument historique
- Soldatenfriedhof des Commonwealth

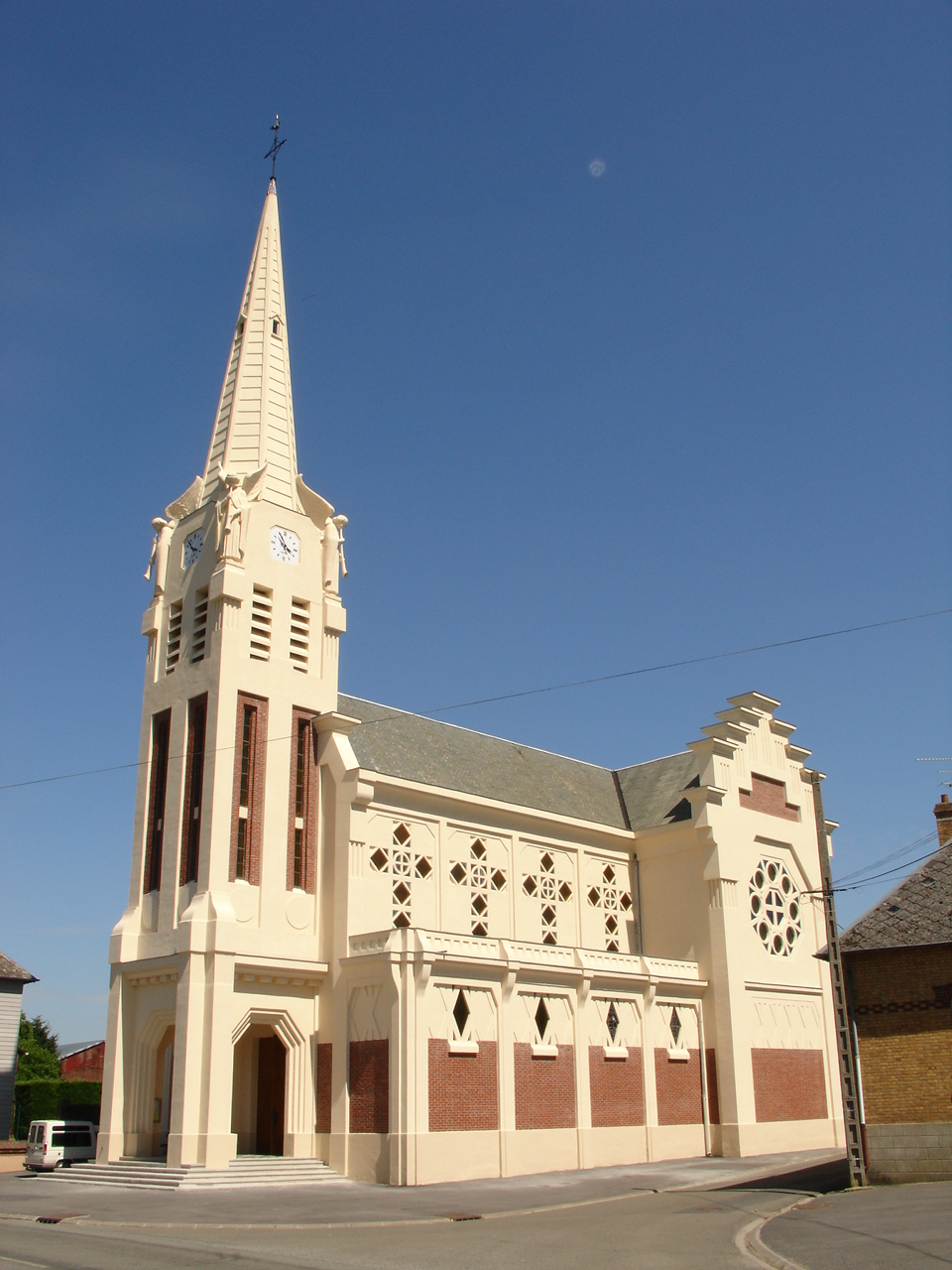
Kirche Saint-Maurice